# Oksana Zabužko
Oksana Stefanivna Zabužko (ukrajinsky Оксана Стефанівна Забужко; * 1960, Luck, Ukrajina) je přední současná ukrajinská básnířka, spisovatelka, esejistka; zabývá se rovněž kulturologií, filologií a filosofií. Patří mezi nejvýznamnější a nejpřekládanější ukrajinské autory.

## Životopis
Jméno Oksany Zabužko je spojeno s fenoménem generace tzv. osmdesátníků. Podobně jako řada dalších literátů její generace, mohla si v období glasnosti dovolit větší míru svobody projevu a svobody tvorby po dlouhých létech národního a sociálního útlaku. V roce 1982 Zabužko absolvovala filozofickou fakultu Univerzity Tarase Ševčenka v Kyjevě. Od roku 1992 Oksana Zabužko přednášela na katedře ukrajinistiky na univerzitě Penn State. V roce 1994 autorka dostala stipendium Fulbrightova programu. Přednášela na Harvardu a na Pittsburské univerzitě. Od roku 1989 je Zabužko pracovníkem Filologického institutu Akademie věd Ukrajiny. V roce 2015 byla hostem 16. ročníku Měsíce autorského čtení. Ve stejném roce byl s autorkou natočen portrét pro cyklus Ukrajinská čítanka – Ukrajina, davaj, Ukrajiny, který vznikl v koprodukci nakladatelství Větrné mlýny a tří veřejnoprávních televizí z Česka (ČT), Polska (TVP) a Slovenska (RTVS). Režisérem dílu je Lucie Králová.
Žije v Kyjevě.

## Tvorba
Na literární scénu se Zabužko zpočátku uvedla jako básnířka (sbírkou Květinová jinovatka, 1985) a esejistka. Ve své vědecké tvorbě se zaměřuje na významné osobnosti ukrajinské klasické literatury: napsala celkem tři monografie o nejvýznamnějších postavách ukrajinské literatury – o Tarasu Ševčenkovi, Ivanu Franku a Lesje Ukrajince. Ve své prozaické tvorbě využívá Zabužko postmoderní, postkoloniální a feministické literární postupy. Proslavila se hlavně díky provokativně pojmenovanému románu Polní výzkum ukrajinského sexu, který se na Ukrajině dočkal osmi vydání a byl přeložen do řady evropských jazyků: polského, švédského, italského, německého, bulharského, českého, ruského, maďarského. V Polsku se stal námětem pro divadelní inscenaci Polský výzkum ukrajinského sexu od Małgorzaty Szumowské. Český literární časopis A2 zařadil její román Muzeum opuštěných tajemství (2009, česky 2013) mezi nejlepší světové prózy po roce 2000.

## Vyznamenání a ocenění

### Vyznamenání
- Řád kněžny Olgy III. třídy (Ukrajina, 16. ledna 2009) – za významný osobní přínos k upevnění ukrajinské společnosti, budování demokratického, sociálního a právního státu a při příležitosti Dne ukrajinské jednoty[2]

### Ocenění
V roce 2013 získala polskou literární cenu Angelus za knihu Muzeum opuštěných tajemství.